# Radio Ginseng
Radio Ginseng ist ein Internetradio und freies Radio aus Grünheide, das ausschließlich von Ehrenamtlichen im Seniorenalter organisiert und moderiert wird. Das Radio ist Mitglied des Bundesverband Freier Radios.

## Geschichte
2018 absolvierte der gelernte Radiotechniker, Medien- und Theaterwissenschaftler Ulrich Burow ein Kurzvolontariat beim britischen Bürgerradio Angel Radios, das ausschließlich von aus Altersgründen nicht mehr arbeitenden Ehrenamtlichen geleitet wurde. Inspiriert von seinen Erfahrungen in Südengland kehrte Burow nach Deutschland zurück und begann, an einer eigenen Umsetzung des Konzepts zu arbeiten. Radio Ginseng ging am 28. März 2021 nach mehr als drei Jahren Vorbereitungszeit zum ersten Mal auf Sendung.
Die Gründung des Senders wurde durch die Arte-Dokumentation Für immer jung begleitet, was zur auch überregionalen Bekanntheit des Projekts beitrug. Studio und Redaktion, deren Technik durch die Medienanstalt Berlin-Brandenburg bereitgestellt wurde, befinden sich im Grünheider Robert-Havemann-Haus.
Im August 2021 gewann der Sender mit dem Projekt „Kooperation WOST – Eine ost-westliche Radiopartnerschaft“ den Ideenwettbewerb MACHEN!2021 in der Kategorie „Ost-West-Partnerschaften – Gemeinsamkeiten entdecken“. Es handelte sich hierbei um eine Kooperation mit dem westdeutschen freien Sender Radio free FM aus Ulm. Der Verein erhielt ein Preisgeld von 15.000 Euro.
Der Verein Radio Ginseng e. V. finanziert sich aus Mitgliedsbeiträgen. Im April 2025 zählte der Verein rund 60 Mitglieder.

## Programm
Radio Ginseng sendete seit seiner Gründung täglich ein werbefreies Liveprogramm, zunächst nur von 10 bis 18 Uhr, später ununterbrochen. An Freitagen und Samstagen kann es auch über DAB+ empfangen werden.
Die Inhalte sind grundsätzlich von den Moderierenden frei wählbar und beschränken sich nicht auf den Themenkomplex Seniorenalter. Auch Musiksendungen sowie Sportreportagen, Interviews und Kulturberichte sind unter anderem Teil des Sendekonzepts.
Das Programm gestaltet sich teilweise interaktiv, so kann das Publikum beispielsweise Musikwünsche oder persönliche Anliegen äußern. Im Format Interview im Ohrensessel werden regionale Persönlichkeiten in einem namensgebenden Ohrensessel interviewt.